# Irelu
Un Irelu ou Jeinu est un esprit, ou génie, de la mythologie basque. De nombreux génies apparaissent dans les récits et autres légendes. La plupart d'entre eux sont complémentaires aux récits, des entités secondaires en présence d'autres personnages de la mythologie, et peuvent être là pour aider ou embêter les humains. Ils prennent la forme d'un animal, d'un fantôme, d'un esprit, d'un elfe, d'un élément naturel, etc.

## Étymologie
Irelu signifie « génie; fantôme; esprit; elfe » en basque. Jeinu signifie « génie ». Ireluak (prononcer « irélouak ») et Jeinuak (prononcer « yé-iniouak ») est la forme plurielle.

## Génies
Les Ireluak n'ont pas de forme particulière, par exemple Ireltxu peut être un oiseau qui crache du feu de sa bouche, ou un chat, ou un cochon. Les Intxitxuak sont parfois de petits humains qui prennent les fruits dans les montagnes pour aider d'autres créatures, mais dans d'autres histoires, ils peuvent être des gentils. 
Inguma entre dans les maisons comme un brouillard la nuit et crée des cauchemars. Les anges qui protègent la maison peuvent être les seigneurs de la maison. Il y a aussi le brouillard dans Aide, qui peut faciliter ou compliquer les actions humaines. 
On les trouve aussi dans les légendes, comme dans bien d'autres parties du monde, comme des fantômes (Mamuak) ou des personnages de l'ombre (Itzal jendea ou itzaletako mamuak), des âmes errantes (Gerixeti). Gerixeti ou Gerisheti est une âme populaire des morts, qui apparaît souvent dans l'histoire du Ehiztari beltza (chasseur noir).
Les Ireluak sont des esprits, des Genius loci (génie du lieu), qui dans certains cas prennent la forme d'un cheval blanc, comme à la grotte de Laxarrigibel en Soule, où Zamari Zuria est un cheval blanc sans tête qui annonce la mort quand on le voit.
Plusieurs Ireluak sont classés en tant que divinités domestiques. Dans cet environnement, il y avait la croyance que les gens pouvaient bénéficier d'êtres minuscules, qui sous leur apparence d'insectes ou d'humains, pouvaient être obtenus ou achetés à l'intérieur de quelques pelotes à épingles et lesdits êtres avaient un dynamisme extraordinaire pour travailler ou exécuter les commandes reçues. Ces génies familiaux sont connus sous des noms aussi divers que Famileriak, Galtzagorriak, Prakagorriak, Mamarroak, etc. Les Mamarroak ou Galtzagorriak sont de petits insectes ou créatures qui apparaissent dans de nombreuses histoires, avec un pantalon rouge, qui réaliseront la nuit une faveur si vous leur demandez. Les Mikolasak sont des créatures qui construisent la nuit, souvent confondues avec Etxajaun. 
Sans quitter l'espace domestique, nous nous retrouvons avec une série de génies ou de malédictions nocturnes qui peuvent perturber le sommeil, le limiter ou provoquer des maladies et même la mort. Ainsi, le fardeau que nous pouvons ressentir pendant la veillée nocturne est connu sous le nom d'Aideko ou Bildur-aizea et le génie qui le produit s'appelle Inguma. Quant à Gaizkina ou Gaizkiñe, c'est un coq maléfique qui peut se cacher sous l'oreiller, manipule la laine des oreillers pour produire des maladies ou la mort.
Et il y a les Ume-izutzaileak, les personnages imaginaires que les parents inventent pour faire peur aux enfants, comme les Hamalau-zaku (littéralement les « quatorze sacs »), qui peuvent facilement être comparés à des créatures d'autres cultures.
Également à caractère gentil ou non dangereux, d'autres êtres nocturnes comme Maidea edo Saindi-Maindia ou encore, les lamiak se faufilent pour manger les restes des dîners.